# Алжир на юношеских Олимпийских играх
Алжир принимает участие в юношеских Олимпийских играх: в летних Играх — начиная с Игр 2010 года, в зимних Играх — на настоящее время не принимали участия ни разу.
Спортсмены Алжира на всех юношеских Олимпийских играх выиграли в сумме 5 медалей, из них ни одной золотой, все медали завоёваны на летних Играх; в неофициальном медальном зачёте спортивная делегация Алжира занимает 91-е место.

## Медальный зачёт

### Медали на летних юношеских Олимпийских играх
| Игры              | Участников | Золото | Серебро | Бронза | Всего | Место |
| 2010 Сингапур     | 21         | 0      | 0       | 0      | 0     | —     |
| 2014 Нанкин       | 33         | 0      | 0       | 0      | 0     | —     |
| 2018 Буэнос-Айрес | 30         | 0      | 5       | 0      | 5     | 64    |
| Всего             | Всего      | 0      | 5       | 0      | 5     | 89    |